# Йёльстер
Йёльстер (норв. Jølster) — коммуна в губернии Согн-ог-Фьюране в Норвегии. Административный центр коммуны — город Скей. Официальный язык коммуны — нюнорск. Население коммуны на 2007 год составляло 2929 чел. Площадь коммуны Йёльстер — 670,83 км², код-идентификатор — 1431.

## История населения коммуны
Население коммуны за последние 60 лет.

## Культура

### Дом Аструпа
На территории коммуны на южном берегу озера Йольстраватн находится отдельно стоящие дом и ферма, где большую часть жизни прожил художник Николай Аструп (1880-1928). В настоящее время дом функционирует как музей, обстановка поддерживается такой же, какой она была во времена Аструпа, имеется собрание картин художника. Многие сюжеты для произведений Аструпа были взяты из окружающих озеро пейзажей.